# Список лінійних кораблів за країною
В даній статті наведено перелік лінійних кораблів (в тому числі лінійних крейсерів), які були як мінімум закладені в 1906—1949 роках. Не входять до основного переліку лінкори, будівництво яких було заплановане, але вони так і «залишилися на папері». Після назви корабля зазначено рік спуску на воду (відсутній у незавершених кораблів, що були розібрані на стапелі).

## Походження класифікації
Англомовний аналог російського терміну «лінкор» — battleship (дослівно: бойовий корабель) походить від терміну, що в 1794 році означав вітрильний лінійний корабель, line-of-battle ship — корабель бойової лінії — скорочено записували як battle ship. В 1892 році перекласифікація британського флоту назвала словом «battleship» клас кораблів, що відповідали ескадреним броненосцям в Російській імперії (Ironclad). В 1906 британці ввели в стрій свій революційний лінкор «Дредноут», після чого всі інші лінійні кораблі раптово застаріли — «Дредноут» став родоначальником нового класу лінійних кораблів.
В 1907 році, після Російсько-японської війни, ескадренні броненосці Російської імперії були перекласифіковані в лінійні кораблі. Сьогодні термін «лінкор» переважно вживається до лінійних кораблів класу «Дредноут», лінійні кораблі старих класів зазвичай називають «броненосцями».

## Австралія

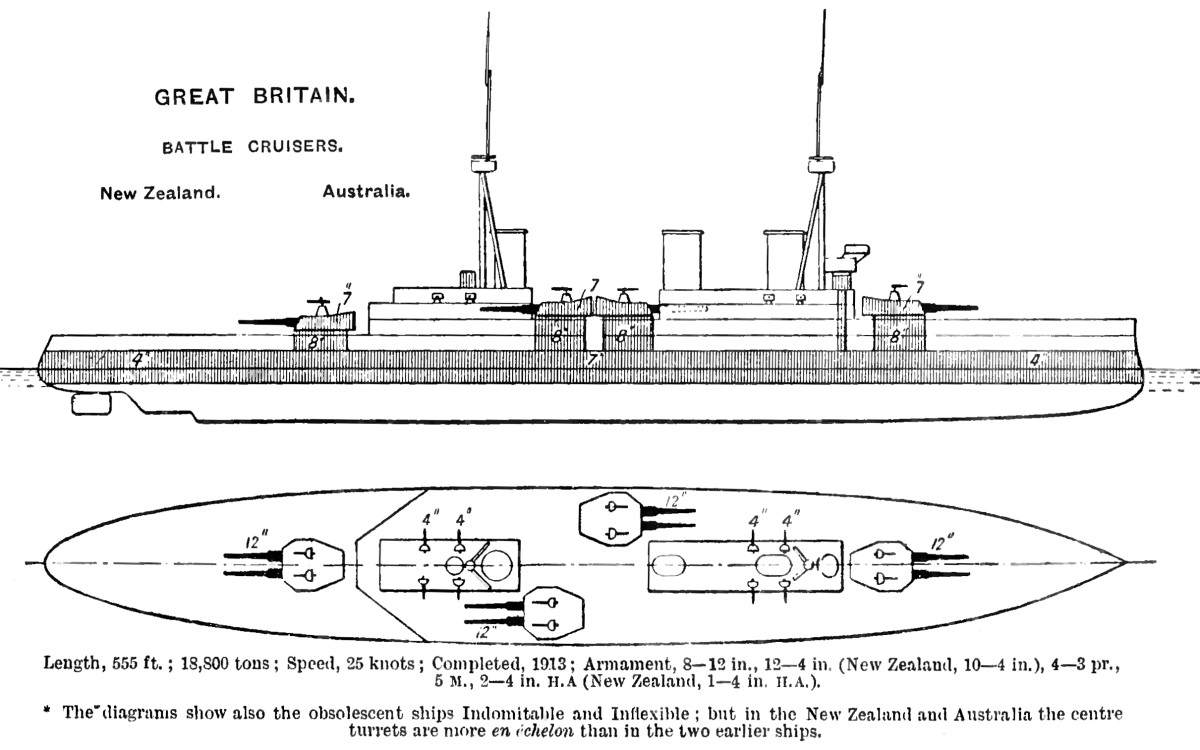

| Назва       | закладено | спущено на воду | введено в стрій | затоплено | оригінальна назва | тип            | виробник        |
| ----------- | --------- | --------------- | --------------- | --------- | ----------------- | -------------- | --------------- |
| «Австралія» | 1910      | 1911            | 1913            | 1924      | HMAS «Australia»  | «Індіфатігебл» | Велика Британія |

## Австро-Угорщина
- Лінійні кораблі типу «Вірібус Унітіс»:

Схема розміщення башт головного калібру на лінкорах типу «Вірібус Унітіс»:
305мм/45 — 4х3

| Назва            | закладено | спущено на воду | введено в стрій | розібрано /загинув | оригінальна назва    |
| ---------------- | --------- | --------------- | --------------- | ------------------ | -------------------- |
| «Вірібус Унітіс» | 1910      | 1911            | 1912            | 1918               | SMS «Viribus Unitis» |
| «Теґеттгофф»     | 1910      | 1912            | 1913            | 1924               | SMS «Tegetthoff»     |
| «Принц Євген»    | 1910      | 1912            | 1914            | 1922               | SMS «Prinz Eugen»    |
| «Святий Стефан»  | 1912      | 1914            | 1915            | 1918               | SMS «Szent István»   |

| Лінійні кораблі проекту «Ерзац Монарх» | 1914 | - Лінкор VII - Лінкор IX - Лінкор X - Лінкор XI |

## Аргентина

Схема розміщення башт ГК(головного калібру) на ЛК(лінкорах) типу «Рівадавія»: 305мм/50 — 6х2

- Лінійні кораблі типу «Рівадавія»:

| Назва       | закладено | спущено на воду | введено в стрій | розібрано | оригінальна назва | виробник |
| ----------- | --------- | --------------- | --------------- | --------- | ----------------- | -------- |
| «Рівадавія» | 1910      | 1911            | 1914            | 1952      | ARA «Rivadavia»   | США      |
| «Морено»    | 1910      | 1911            | 1915            | 1956      | ARA «Moreno»      | США      |

## Бразилія
- Лінійні кораблі типу «Мінас Жерайс»:

| Назва          | закладено | спущено на воду | введено в стрій | розібрано | оригінальна назва | виробник        |
| -------------- | --------- | --------------- | --------------- | --------- | ----------------- | --------------- |
| «Мінас-Жерайс» | 1907      | 1908            | 1910            | 1952      | «Minas Geraes»    | Велика Британія |
| «Сан-Паулу»    | 1907      | 1909            | 1910            | 1951      | «São Paulo»       | Велика Британія |

Схема розміщення башт ГК на ЛК типу «Мінас Жерайс»: 305мм/45 — 6х2

В 1911 році розпочато будівництво третього дредноута для Бразилії — «Ріо-де-Жанейро», проте ще до спуску на воду його було продано Османській імперії.

## Велика Британія
| Назва      | закладено | спущено на воду | введено в стрій | розібрано | оригінальна назва |
| ---------- | --------- | --------------- | --------------- | --------- | ----------------- |
| «Дредноут» | 1905      | 1906            | 1906            | 1923      | HMS «Dreadnought» |

Схема розміщення башт головного калібру на «Дредноуті»: 305мм/45 — 5х2

Схема розміщення башт ГК на ЛКР(лінійному крейсерові) «Інвінсібл»: 305мм/45 — 4х2

Схема розміщення башт ГК на «Белерофоні»: 305мм/45 — 5х2

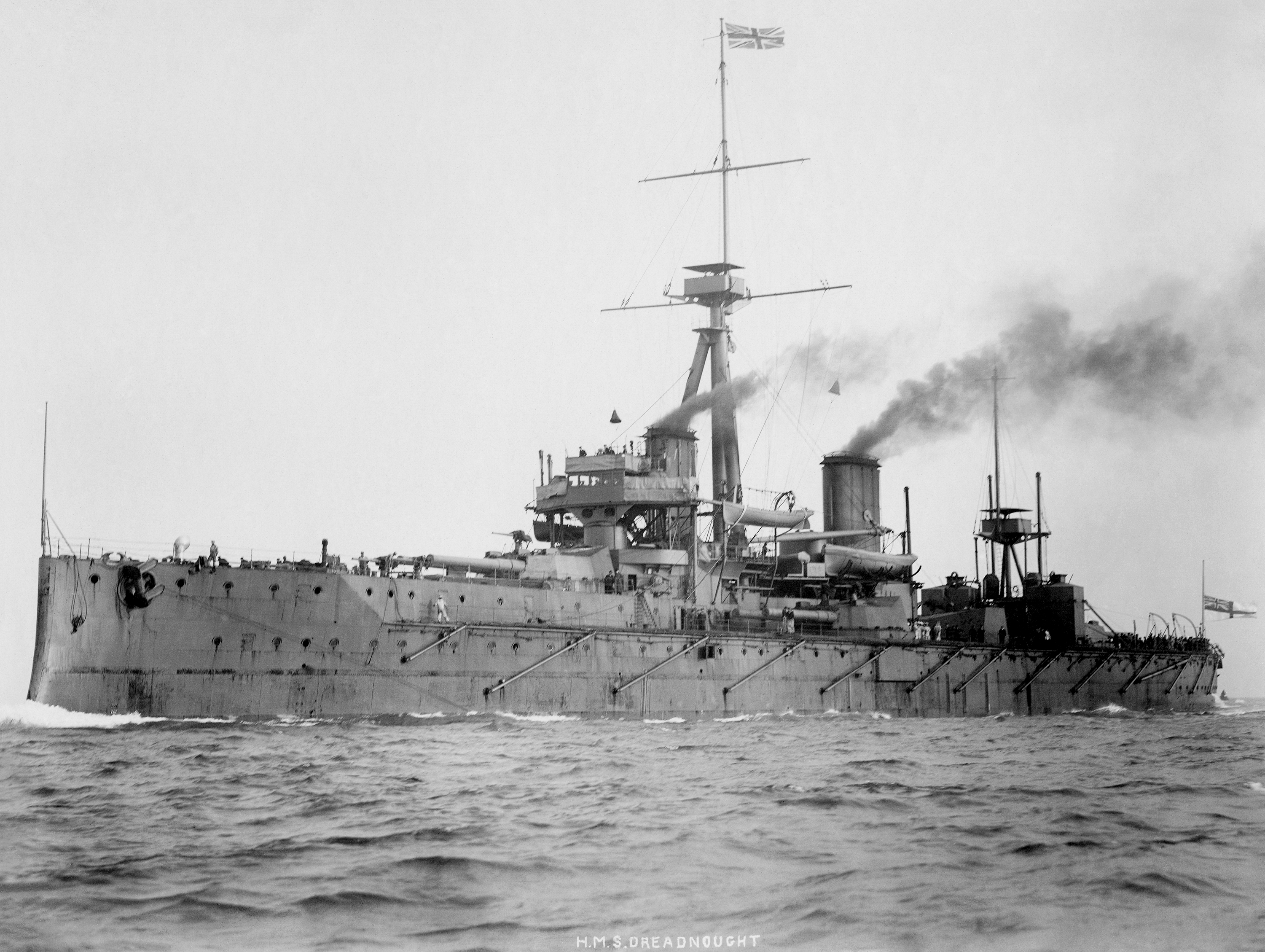
«Дредноут»

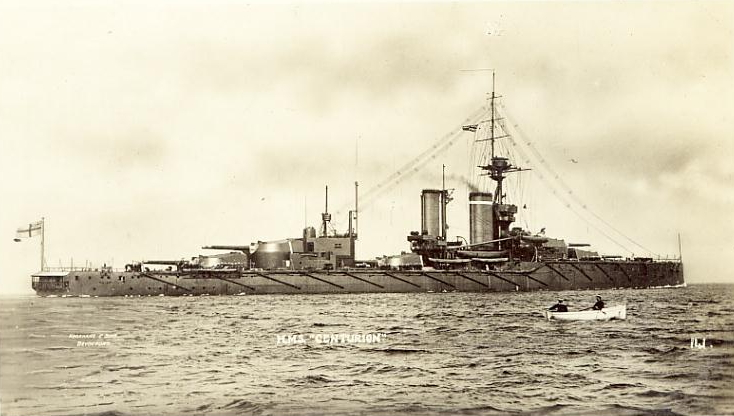
«Центуріон»

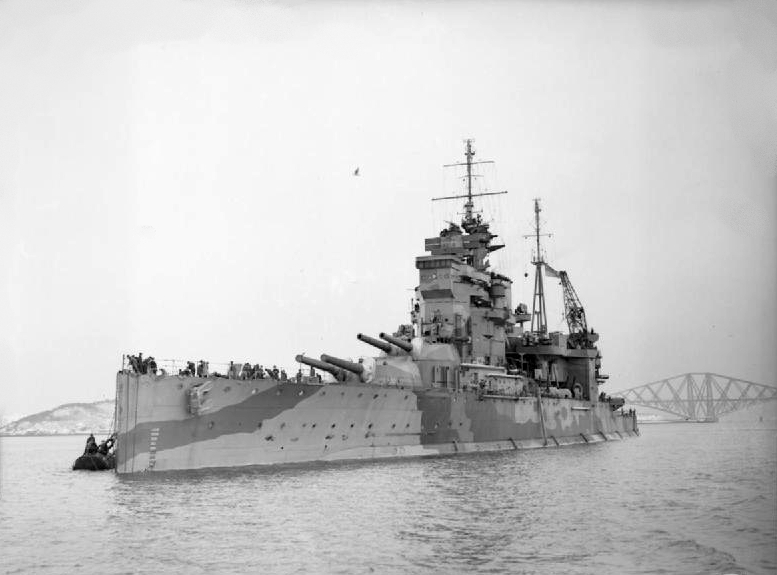
«Королева Єлизавета»

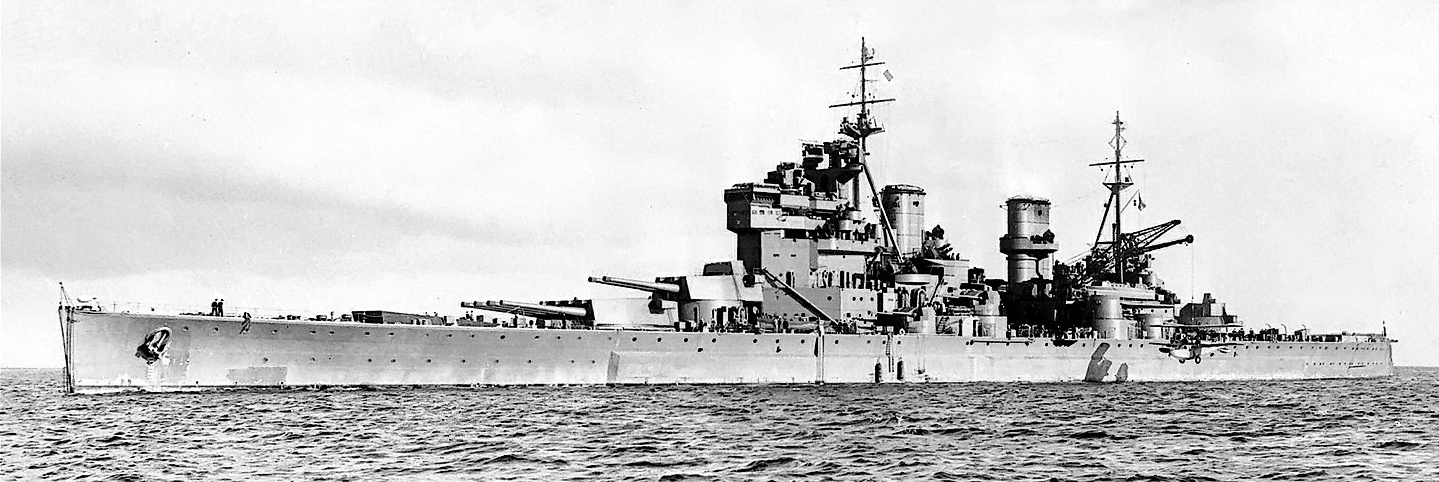
«Принц Уельський»

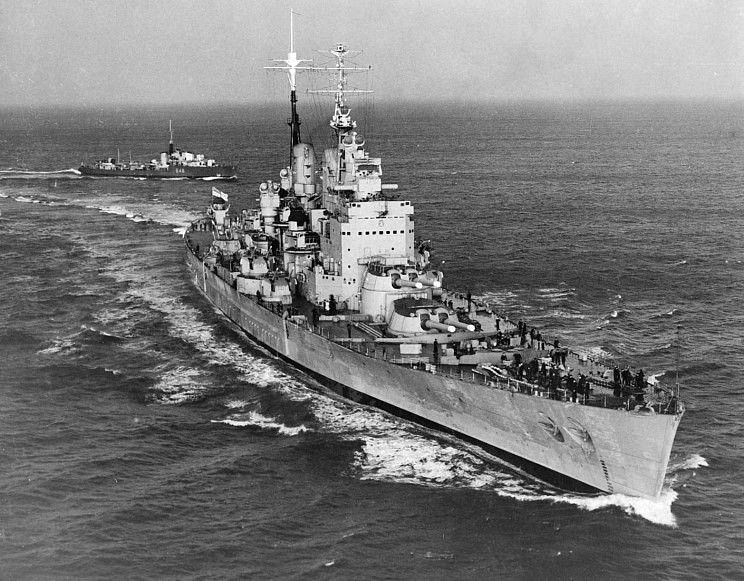
«Венгард»

- Лінійні крейсери типу «Інвінсібл»:

| Назва        | закладено | спущено на воду | введено в стрій | розібрано /загинув | оригінальна назва |
| ------------ | --------- | --------------- | --------------- | ------------------ | ----------------- |
| «Інвінсібл»  | 1906      | 1907            | 1909            | 1916               | HMS «Invincible»  |
| «Інфлексібл» | 1906      | 1907            | 1908            | 1921               | HMS «Inflexible»  |
| «Індомітебл» | 1906      | 1907            | 1908            | 1920               | HMS «Indomitable» |

- Лінійні кораблі типу «Беллерофон»:

| Назва        | закладено | спущено на воду | введено в стрій | розібрано | оригінальна назва |
| ------------ | --------- | --------------- | --------------- | --------- | ----------------- |
| «Беллерофон» | 1906      | 1907            | 1909            | 1921      | HMS «Bellerophon» |
| «Темерер»    | 1907      | 1907            | 1909            | 1921      | HMS «Temeraire»   |
| «Суперб»     | 1907      | 1907            | 1909            | 1920      | HMS «Superb»      |

- Лінійні кораблі типу «Сент-Вінсент»:

| Назва          | закладено | спущено на воду | введено в стрій | розібрано /загинув | оригінальна назва |
| -------------- | --------- | --------------- | --------------- | ------------------ | ----------------- |
| «Сент-Вінсент» | 1907      | 1908            | 1909            | 1921               | HMS «St Vincent»  |
| «Коллінгвуд»   | 1907      | 1908            | 1910            | 1922               | HMS «Collingwood» |
| «Венгард»      | 1908      | 1909            | 1910            | 1917               | HMS «Vanguard»    |

| Назва    | закладено | спущено на воду | введено в стрій | розібрано | оригінальна назва |
| -------- | --------- | --------------- | --------------- | --------- | ----------------- |
| «Нептун» | 1909      | 1909            | 1911            | 1922      | HMS «Neptune»     |

- Лінійні кораблі типу «Колоссус»:

| Назва      | закладено | спущено на воду | введено в стрій | розібрано | оригінальна назва |
| ---------- | --------- | --------------- | --------------- | --------- | ----------------- |
| «Колоссус» | 1909      | 1910            | 1911            | 1928      | HMS «Colossus»    |
| «Геркулес» | 1909      | 1910            | 1911            | 1922      | HMS «Hercules»    |

- Лінійні крейсери типу «Індіфатігебл»:

| Назва           | закладено | спущено на воду | введено в стрій | розібрано /загинув | оригінальна назва   |
| --------------- | --------- | --------------- | --------------- | ------------------ | ------------------- |
| «Індіфатігебл»  | 1909      | 1909            | 1911            | 1916               | HMS «Indefatigable» |
| «Нова Зеландія» | 1910      | 1911            | 1912            | 1922               | HMS «New Zealand»   |

- Лінійні кораблі типу «Оріон»:

| Назва      | закладено | спущено на воду | введено в стрій | розібрано | оригінальна назва |
| ---------- | --------- | --------------- | --------------- | --------- | ----------------- |
| «Оріон»    | 1909      | 1910            | 1912            | 1922      | HMS «Orion»       |
| «Монарх»   | 1910      | 1911            | 1912            | 1925      | HMS «Monarch»     |
| «Конкерор» | 1910      | 1911            | 1912            | 1926      | HMS «Conqueror»   |
| «Тандерер» | 1910      | 1911            | 1912            | 1922      | HMS «Thunderer»   |

- Лінійні крейсери типу «Лайон»:

| Назва          | закладено | спущено на воду | введено в стрій | розібрано | оригінальна назва    |
| -------------- | --------- | --------------- | --------------- | --------- | -------------------- |
| «Лайон»        | 1909      | 1910            | 1912            | 1924      | HMS «Lion»           |
| «Прінсес Роял» | 1910      | 1911            | 1912            | 1924      | HMS «Princess Royal» |

- Лінійні кораблі типу «Король Георг V» (1911):

| Назва            | закладено | спущено на воду | введено в стрій | розібрано /загинув | оригінальна назва   |
| ---------------- | --------- | --------------- | --------------- | ------------------ | ------------------- |
| «Король Георг V» | 1911      | 1911            | 1912            | 1926               | HMS «King George V» |
| «Центуріон»      | 1911      | 1911            | 1913            | 1944               | HMS «Centurion»     |
| «Одейшес»        | 1911      | 1912            | 1913            | 1914               | HMS «Audacious»     |
| «Аякс»           | 1911      | 1912            | 1913            | 1924               | HMS «Ajax»          |

| Назва       | закладено | спущено на воду | введено в стрій | розібрано | інші назви                         | оригінальна назва |
| ----------- | --------- | --------------- | --------------- | --------- | ---------------------------------- | ----------------- |
| «Аджінкорт» | 1911      | 1913            | 1914            | 1922      | «Ріо-де-Жанейро», «Султан Осман I» | HMS «Agincourt»   |
| «Ерін»      | 1911      | 1913            | 1914            | 1922      | «Решад V», «Решадіє»               | HMS «Erin»        |
| «Канада»    | 1911      | 1913            | 1914            | 1958      | «Альміранте Латорре»               | HMS «Canada»      |

| Назва       | закладено | спущено на воду | введено в стрій | розібрано /загинув | оригінальна назва |
| ----------- | --------- | --------------- | --------------- | ------------------ | ----------------- |
| «Квін Мері» | 1911      | 1912            | 1913            | 1916               | HMS «Queen Mary»  |
| «Тайгер»    | 1912      | 1913            | 1914            | 1932               | HMS «Tiger»       |
| «Худ»       | 1916      | 1918            | 1920            | 1941               | HMS «Hood»        |

- Лінійні кораблі типу «Айрон Дюк»:

| Назва              | закладено | спущено на воду | введено в стрій | розібрано | оригінальна назва      |
| ------------------ | --------- | --------------- | --------------- | --------- | ---------------------- |
| «Айрон Дюк»        | 1912      | 1912            | 1914            | 1946      | HMS «Iron Duke»        |
| «Мальборо»         | 1912      | 1912            | 1914            | 1932      | HMS «Marlborough»      |
| «Бенбоу»           | 1912      | 1913            | 1914            | 1931      | HMS «Benbow»           |
| «Імперор оф Індія» | 1912      | 1913            | 1914            | 1931      | HMS «Emperor of India» |

- Лінійні кораблі типу «Королева Єлизавета»:

| Назва                | закладено | спущено на воду | введено в стрій | розібрано /загинув | оригінальна назва     |
| -------------------- | --------- | --------------- | --------------- | ------------------ | --------------------- |
| «Королева Єлизавета» | 1912      | 1913            | 1914            | 1948               | HMS «Queen Elizabeth» |
| «Ворспайт»           | 1912      | 1913            | 1915            | 1947               | HMS «Warspite»        |
| «Бархем»             | 1913      | 1914            | 1915            | 1941               | HMS «Barham»          |
| «Валіант»            | 1913      | 1914            | 1916            | 1948               | HMS «Valiant»         |
| «Малайя»             | 1913      | 1915            | 1916            | 1948               | HMS «Malaya»          |

- Лінійні кораблі типу «Рівендж»:

| Назва          | закладено | спущено на воду | введено в стрій | розібрано /загинув | інші назви     | оригінальна назва     |
| -------------- | --------- | --------------- | --------------- | ------------------ | -------------- | --------------------- |
| «Роял Оук»     | 1914      | 1914            | 1916            | 1939               |                | HMS «Royal Oak»       |
| «Роял Соверін» | 1914      | 1915            | 1916            | 1949               | «Архангельськ» | HMS «Royal Sovereign» |
| «Рівендж»      | 1913      | 1915            | 1916            | 1948               |                | HMS «Revenge»         |
| «Резолюшн»     | 1913      | 1915            | 1916            | 1948               |                | HMS «Resolution»      |
| «Рамілліз»     | 1913      | 1916            | 1917            | 1948               |                | HMS «Ramillies»       |
| «Реноун»       | 1915      | 1916            | 1916            | 1948               |                | HMS «Renown»          |
| «Репалз»       | 1915      | 1916            | 1916            | 1941               |                | HMS «Repulse»         |

- Лінійні кораблі типу «Нельсон»:

| Назва     | закладено | спущено на воду | введено в стрій | розібрано /загинув | оригінальна назва |
| --------- | --------- | --------------- | --------------- | ------------------ | ----------------- |
| «Нельсон» | 1924      | 1926            | 1927            | 1948               | HMS «Nelson»      |
| «Родні»   | 1924      | 1926            | 1927            | 1948               | HMS «Rodney»      |

- Лінійні кораблі типу «Король Георг V» (1939):

| Назва             | закладено | спущено на воду | введено в стрій | розібрано /загинув | оригінальна назва     |
| ----------------- | --------- | --------------- | --------------- | ------------------ | --------------------- |
| «Король Георг V»  | 1937      | 1939            | 1940            | 1959               | HMS «King George V»   |
| «Принц Уельський» | 1937      | 1939            | 1941            | 1941               | HMS «Prince of Wales» |
| «Дюк оф Йорк»     | 1937      | 1940            | 1941            | 1958               | HMS «Duke of York»    |
| «Энсон»           | 1937      | 1940            | 1942            | 1958               | HMS «Anson»           |
| «Хоу»             | 1937      | 1940            | 1942            | 1958               | HMS «Howe»            |

| Назва     | закладено | спущено на воду | введено в стрій | розібрано | оригінальна назва |
| --------- | --------- | --------------- | --------------- | --------- | ----------------- |
| «Венгард» | 1941      | 1944            | 1946            | 1960      | HMS «Vanguard»    |

Всього в Королівських ВМС проходили службу 55 лінкорів та лінійних крейсерів, з яких 44 — під час першої світової війни (втрачено було 5) та 22 — під час другої світової (втрачено — 6). В 1960 було утилізовано останній британський лінкор «Венгард».
| Лінійні кораблі проекту «Лайон» | 1939 | - «Лайон» - «Темерер» - «Конкерор» - «Тандерер» |

## Греція
| Назва     | закладено | спущено на воду | введено в стрій | розібрано | інші назви | виробник  |
| --------- | --------- | --------------- | --------------- | --------- | ---------- | --------- |
| «Саламіс» | 1913      | 1914            | не добудовано   | 1932      | «Тірпіц»   | Німеччина |

Після початку Першої світової війни недобудований корабель було конфісковано німецьким урядом, після війни Греція відмовилася від все ще недобудованого корабля.
| «Василевс Константинос» | 1914 | «Бретань» | Франція |

ВМС Греції так і не отримали жодного лінкора.

## Іспанія

Схема розміщення башт головного калібру на лінкорах тиру «Еспанья»

- Лінійні кораблі типу «Еспанья»:

| Назва          | закладено | спущено на воду | введено в стрій | загинув | інші назви | оригінальна назва |
| -------------- | --------- | --------------- | --------------- | ------- | ---------- | ----------------- |
| «Еспанья»      | 1909      | 1912            | 1913            | 1924    |            | «España»          |
| «Альфонсо XII» | 1910      | 1913            | 1915            | 1937    | «Еспанья»  | «Alfonso XIII»    |
| «Хайме I»      | 1912      | 1914            | 1921            | 1937    |            | «Jaime I»         |

| Лінійні кораблі проекту «Вікторія Євгенія» | 1913 | - Лінкор A («Вікторія Євгенія») - Лінкор B - Лінкор C |

## Італія
| Назва            | закладено | спущено на воду | введено в стрій | розібрано | оригінальна назва |
| ---------------- | --------- | --------------- | --------------- | --------- | ----------------- |
| «Данте Аліг'єрі» | 1909      | 1910            | 1913            | 1928      | «Dante Alighieri» |

- Лінійні кораблі типу «Конте ді Кавур»:

| Назва               | закладено | спущено на воду | введено в стрій | загинув | інші назви     | оригінальна назва   |
| ------------------- | --------- | --------------- | --------------- | ------- | -------------- | ------------------- |
| «Конте ді Кавур»    | 1910      | 1911            | 1915            | 1940    |                | «Conte di Cavour»   |
| «Джуліо Чезаре»     | 1910      | 1911            | 1914            | 1955    | «Новоросійськ» | «Giulio Cesare»     |
| «Леонардо да Вінчі» | 1910      | 1911            | 1914            | 1916    |                | «Leonardo da Vinci» |

Схема розміщення башт головного калібру на лінкорах тиру «Конте ді Кавур»

- Лінійні кораблі типу «Андреа Доріа»:

| Назва          | закладено | спущено на воду | введено в стрій | розібрано | оригінальна назва |
| -------------- | --------- | --------------- | --------------- | --------- | ----------------- |
| «Андреа Доріа» | 1912      | 1913            | 1916            | 1956      | «Andrea Doria»    |
| «Кайо Дуіліо»  | 1912      | 1913            | 1915            | 1956      | «Caio Duilio»     |

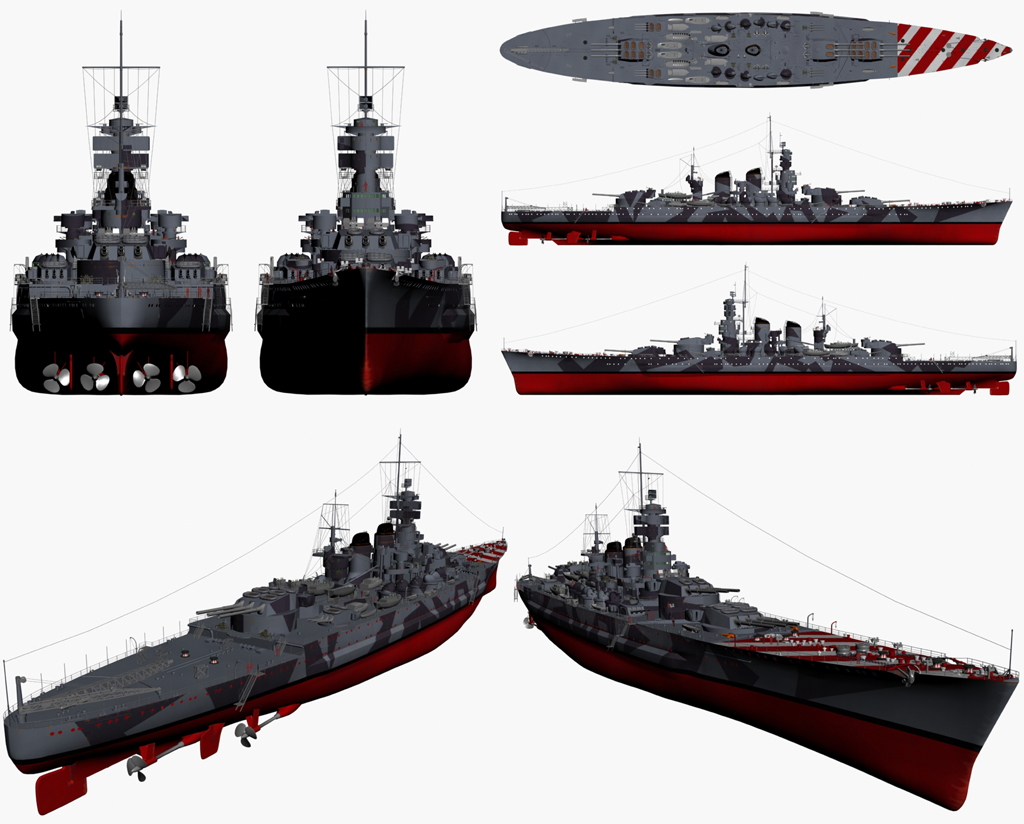
Схема лінкору «Рома»

- Лінійні кораблі типу «Франческо Караччоло»:

| Назва                  | закладено | спущено на воду | розібрано             | оригінальна назва      |
| ---------------------- | --------- | --------------- | --------------------- | ---------------------- |
| «Франческо Коррачиоло» | 1914      | 1920            | 1921                  | «Francesco Caracciolo» |
| «Кристофоро Коломбо»   | 1915      | не добудовано   | розібрано на стапелях | «Cristoforo Colombo»   |
| «Маркантоніо Колонна»  | 1915      | не добудовано   | розібрано на стапелях | «Marcantonio Colonna»  |
| «Франческо Моросіні»   | 1915      | не добудовано   | розібрано на стапелях | «Francesco Morosini»   |

- Лінійні кораблі типу «Літторіо»:

| Назва              | закладено | спущено на воду | введено в стрій | розібрано /загинув | інші назви | оригінальна назва |
| ------------------ | --------- | --------------- | --------------- | ------------------ | ---------- | ----------------- |
| «Літторіо»         | 1934      | 1937            | 1940            | 1952               | «Італія»   | «Littorio»        |
| «Вітторіо Венетто» | 1934      | 1937            | 1940            | 1948               |            | «Vittorio Veneto» |
| «Рома»             | 1938      | 1940            | 1942            | 1943               |            | «Roma»            |
| «Імперо»           | 1938      | 1939            | не добудовано   | 1948               |            | «Impero»          |

## Німеччина
- Лінійні кораблі типу «Нассау»:
  - «Нассау» (1907)
  - «Вестфален» (1907)
  - «Рейнланд» (1907)
  - «Позен» (1907)

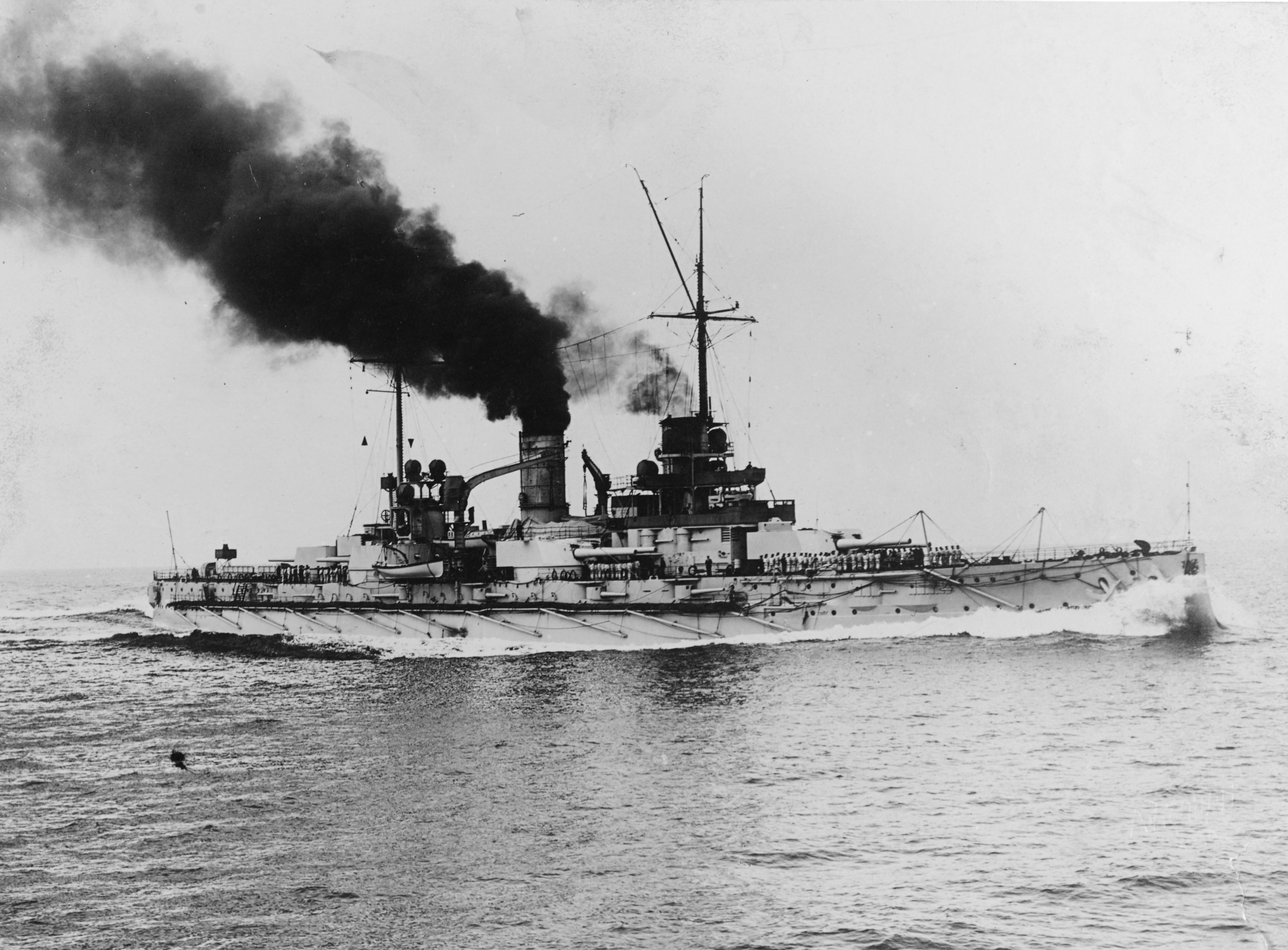
«Нассау»

Схема розміщння гармат головного калібру на лінкорі «Нассау»

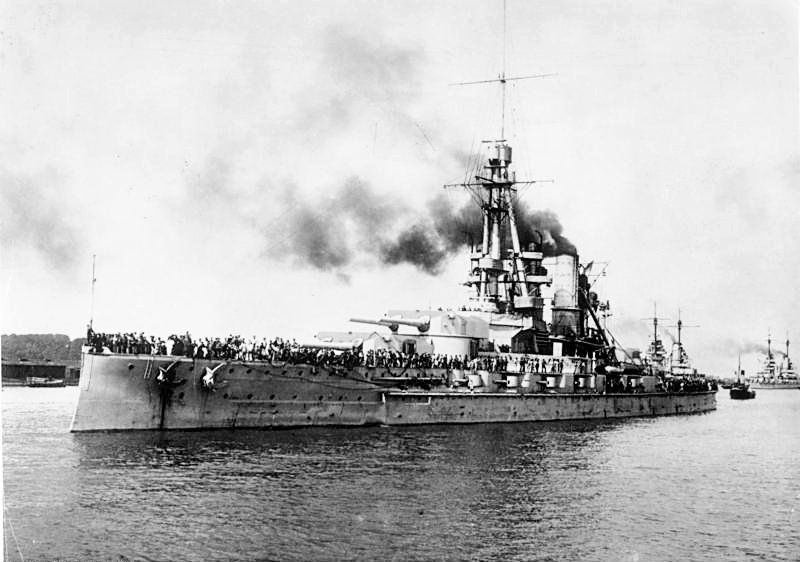
«Баєрн»

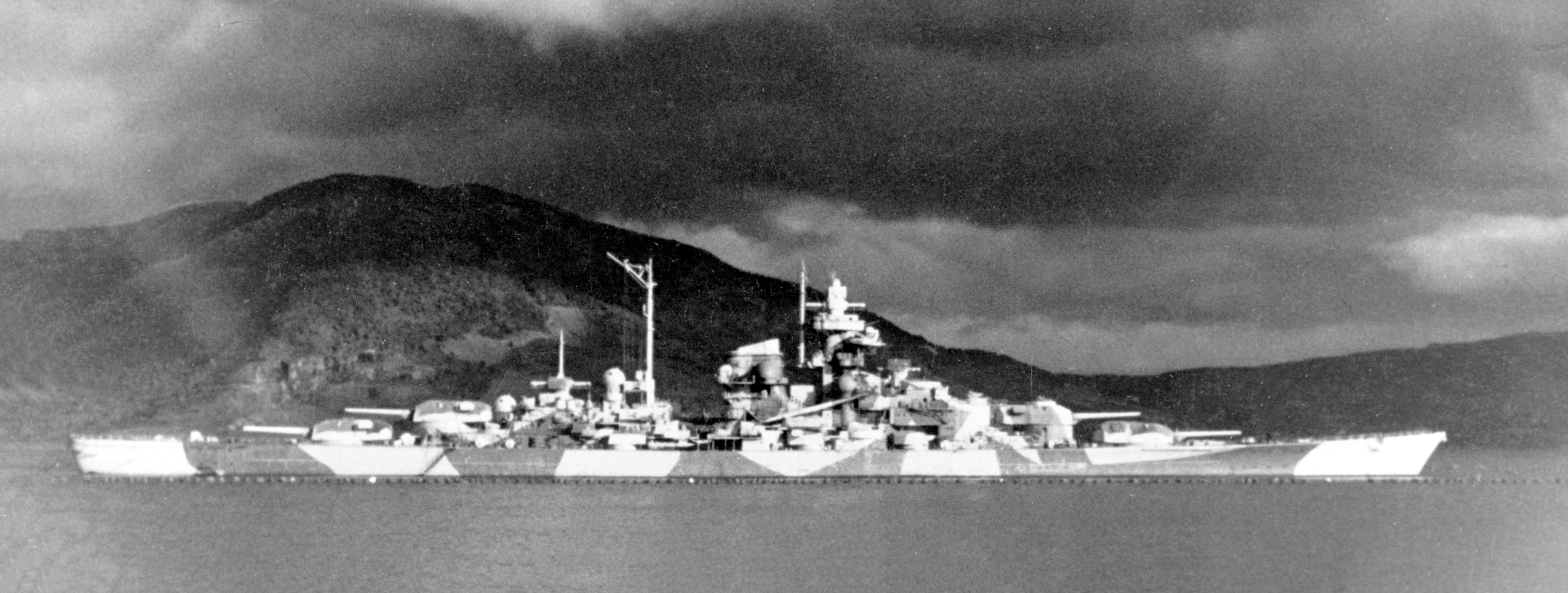
«Тірпіц»

- Лінійні кораблі типу «Гельголанд»:
  - «Остфрізланд» (1908)
  - «Гельголанд» (1909)
  - «Тюрінген» (1909)
  - «Ольденбург» (1910)

- Лінійні кораблі типу «Кайзер»:
  - «Кайзер» (1911)
  - «Фрідріх дер Гроссе» (1911)
  - «Кайзерін» (1911)
  - «Кеніг Альберт» (1912)
  - «Принцрегент Луітпольд» (1912)

- Лінійні кораблі типу «Кеніг»:
  - «Кеніг» (1913)
  - «Гроссер Курфюрст» (1913)
  - «Маркграф» (1913)
  - «Кронпринц» (1914)

- Лінійні кораблі типу «Баєрн»:
  - «Баєрн» (1915)
  - «Баден» (1915)
  - «Заксен» (1916) (не добудовано)
  - «Вюртемберг» (1917) (не добудовано)

- Лінійні кораблі типу «Шарнхорст»:
  - Ґнейзенау (1936)
  - Шарнхорст (1936)

- Лінійні кораблі типу «Бісмарк»:
  - «Бісмарк» (1939)
  - «Тірпіц» (1939)

- Лінійні кораблі проекту H-39:
  - «H» (не добудовано)
  - «J» (не добудовано)

Також варто згадати проект лінкорів L-20 часів Першої світової війни, який не був реалізований.
Всього під час Першої світової Німецька імперія мала 19 дредноутів, всі вони до кінця 1920-х тим чи іншим чином були знищені. До Другої світової Третьому Рейху вдалося ввести в стрій лише 4 лінкора. Проекти Н-39 та Н-44 так і не були реалізовані.

## Росія

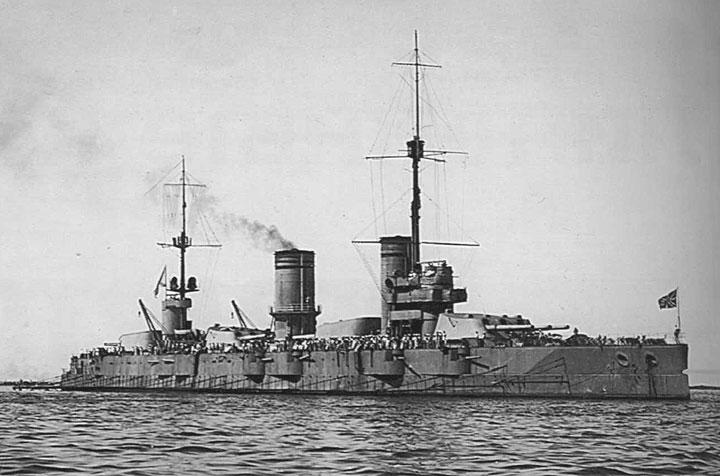
«Севастополь»

- Лінійні кораблі типу «Севастополь»:

| Назва            | закладено | спущено на воду | введено в стрій | розібрано | інші назви             |
| ---------------- | --------- | --------------- | --------------- | --------- | ---------------------- |
| «Севастополь»    | 1909      | 1911            | 1914            | 1956      | «Паризька Комуна»      |
| «Петропавловськ» | 1909      | 1911            | 1914            | 1953      | «Марат», «Волхов»      |
| «Полтава»        | 1909      | 1911            | 1914            | 1924      | «Міхаіл Фрунзе»        |
| «Ґанґут»         | 1909      | 1911            | 1915            | 1956      | «Октябрська Революція» |

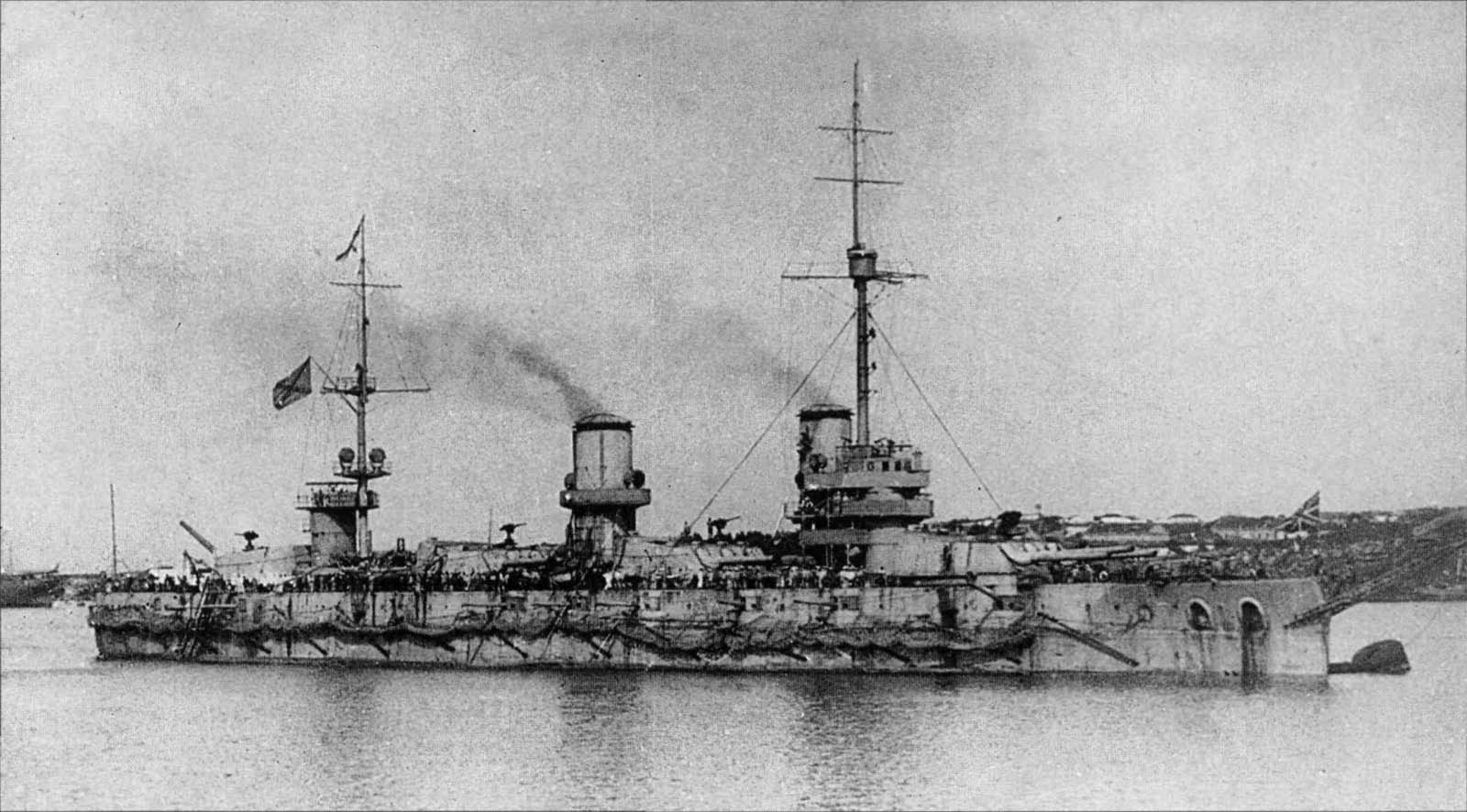
«Імператриця Марія»

- Лінійні кораблі типу «Імператриця Марія»:

| Назва                         | закладено | спущено на воду | введено в стрій | розібрано /загинув | інші назви                      |
| ----------------------------- | --------- | --------------- | --------------- | ------------------ | ------------------------------- |
| «Імператриця Марія»           | 1911      | 1913            | 1915            | 1916               |                                 |
| «Імператриця Катерина Велика» | 1911      | 1914            | 1915            | 1918               | «Соборна Росія»                 |
| «Імператор Олександр III»     | 1911      | 1914            | 1917            | 1936               | «Воля», «Генерал Алєксєєв»      |
| «Імператор Ніколай I»         | 1914      | 1916            | не добудовано   | 1927               | «Соборна Україна», «Демократія» |

- Лінійні крейсери типу «Ізмаїл»:

| Назва      | закладено | спущено на воду | введено в стрій | розібрано |
| ---------- | --------- | --------------- | --------------- | --------- |
| «Ізмаїл»   | 1912      | 1915            | не добудовано   | 1931      |
| «Кінбурн»  | 1912      | 1915            | не добудовано   | 1923      |
| «Бородино» | 1912      | 1915            | не добудовано   | 1923      |
| «Наварин»  | 1912      | 1916            | не добудовано   | 1923      |

- Лінійні кораблі типу «Радянський Союз»:

| Назва                | закладено | розібрано             |
| -------------------- | --------- | --------------------- |
| «Радянський Союз»    | 1938      | розібрано на стапелях |
| «Радянська Україна»  | 1938      | розібрано на стапелях |
| «Радянська Білорусь» | 1938      | розібрано на стапелях |
| «Радянська Росія»    | 1939      | розібрано на стапелях |

- Інші лінійні кораблі в складі Радянського флоту:

| Назва          | закладено | спущено на воду | введено в стрій | розібрано /загинув | інші назви            | виробник        |
| -------------- | --------- | --------------- | --------------- | ------------------ | --------------------- | --------------- |
| «Архангельск»  | 1914      | 1915            | 1944            | 1949               | «HMS Royal Sovereign» | Велика Британія |
| «Новоросійськ» | 1910      | 1911            | 1949            | 1955               | «Giulio Cesare»       | Італія          |

В часи Першої світової війни Російській імперії вдалося збудувати і ввести в експлуатацію сім дредноутів, три з яких: «Севастополь» («Паризька комуна»), «Марат» та «Октябрська революція» залишалися в строю і під час Другої світової.
Радянському Союзу ж так і не вдалося збудувати жодного лінкора (будівництво лінійних кораблів типу «Раданський Союз», закладених в 1938—1939, було зупинено через початок війни), проте в 1944—1949 на службі в Північному флоті перебував «позичений» британським урядом «Ройял Соверін» (перейменований на «Архангельск»). В 1949 Чорноморський флот отримав італійський лінкор «Джуліо Чезаре» (перейменований на «Новоросійськ») як репарації.

## США

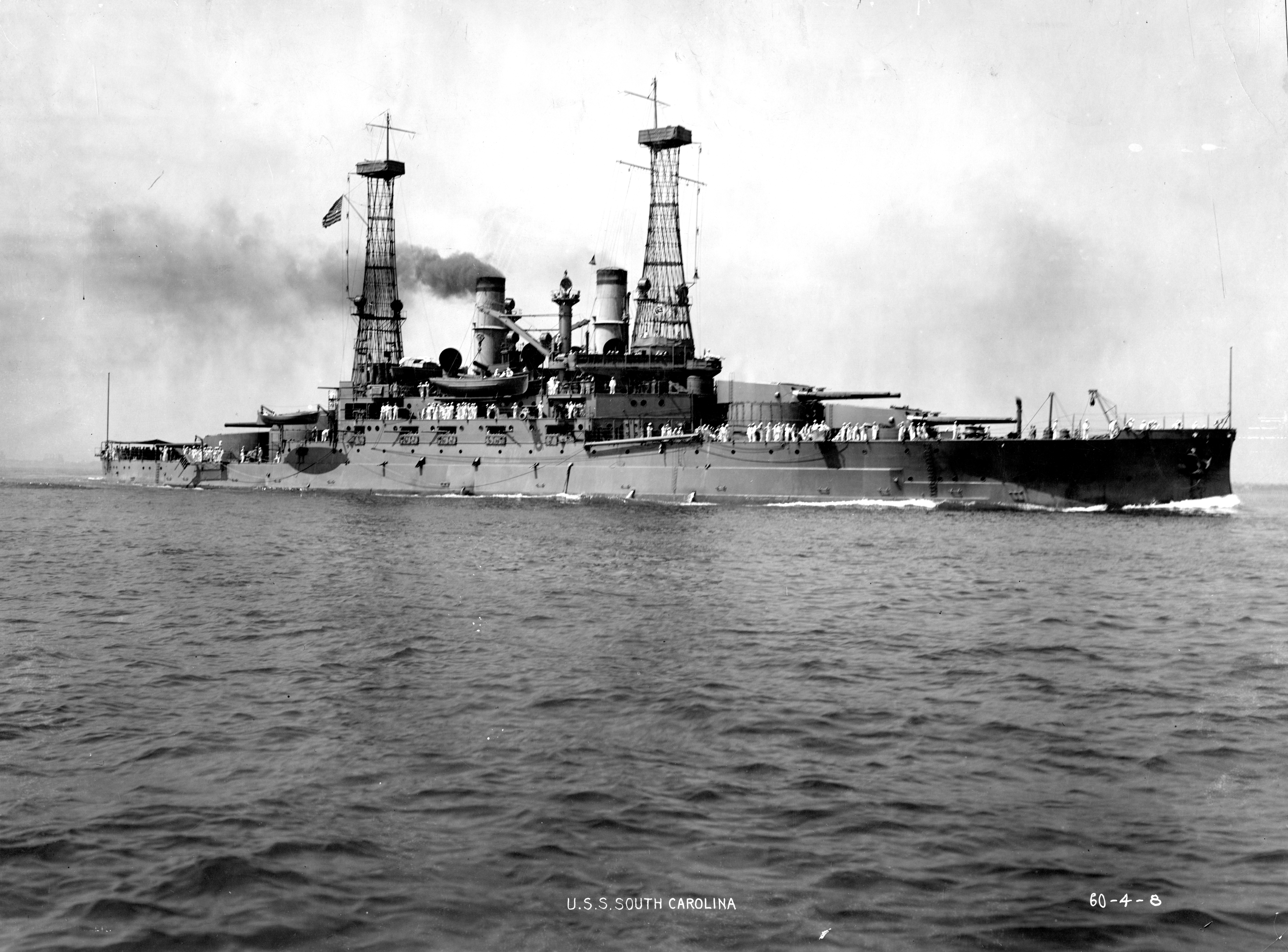
«Південна Кароліна»

Схема розміщння гармат головного калібру на лінкорі «Південна Кароліна»

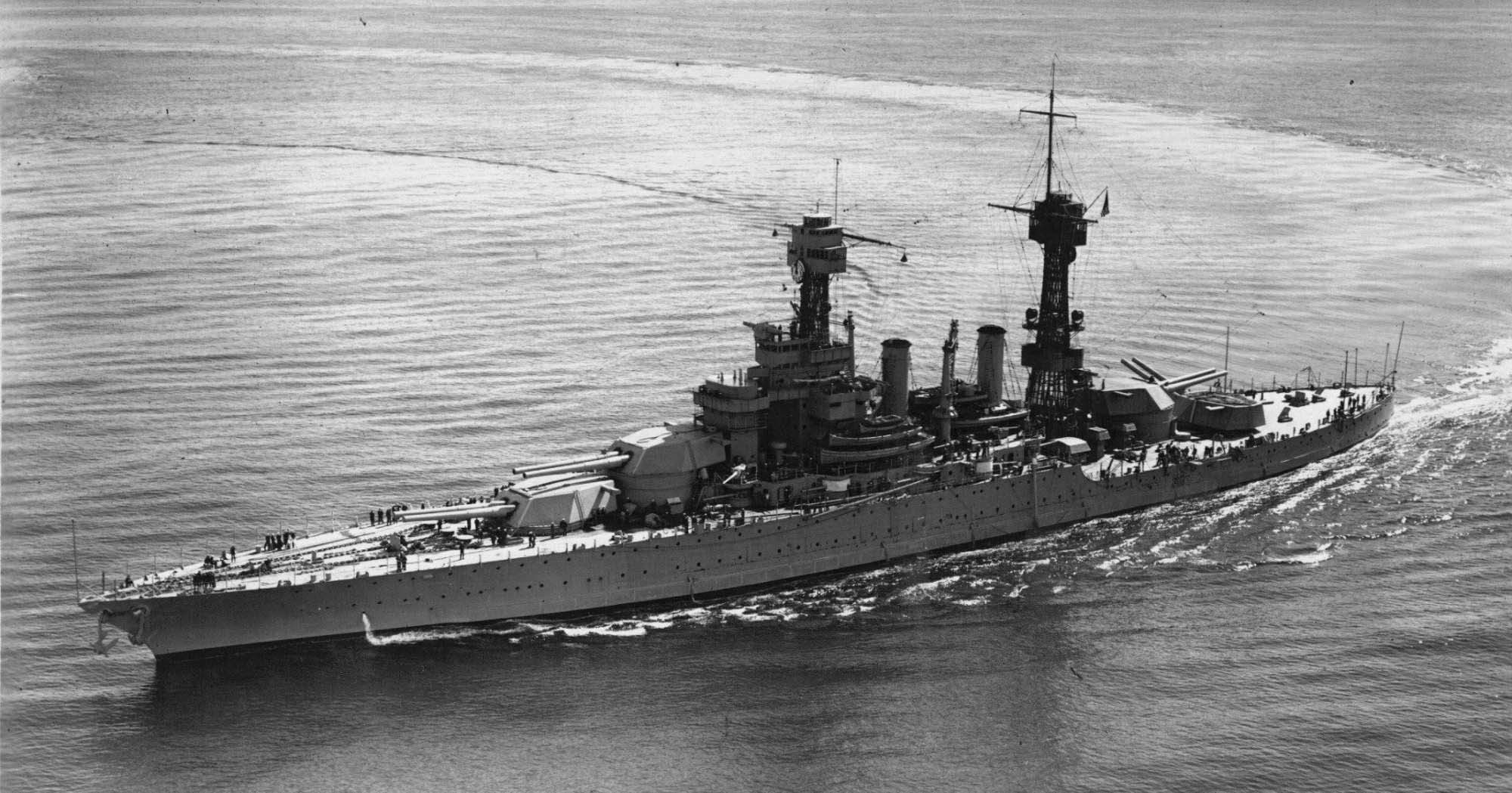
«Колорадо»

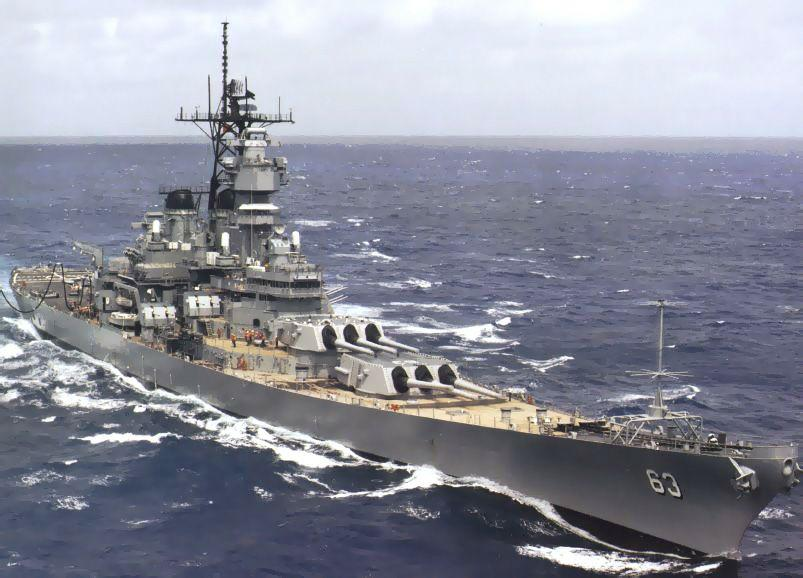
«Міссурі»

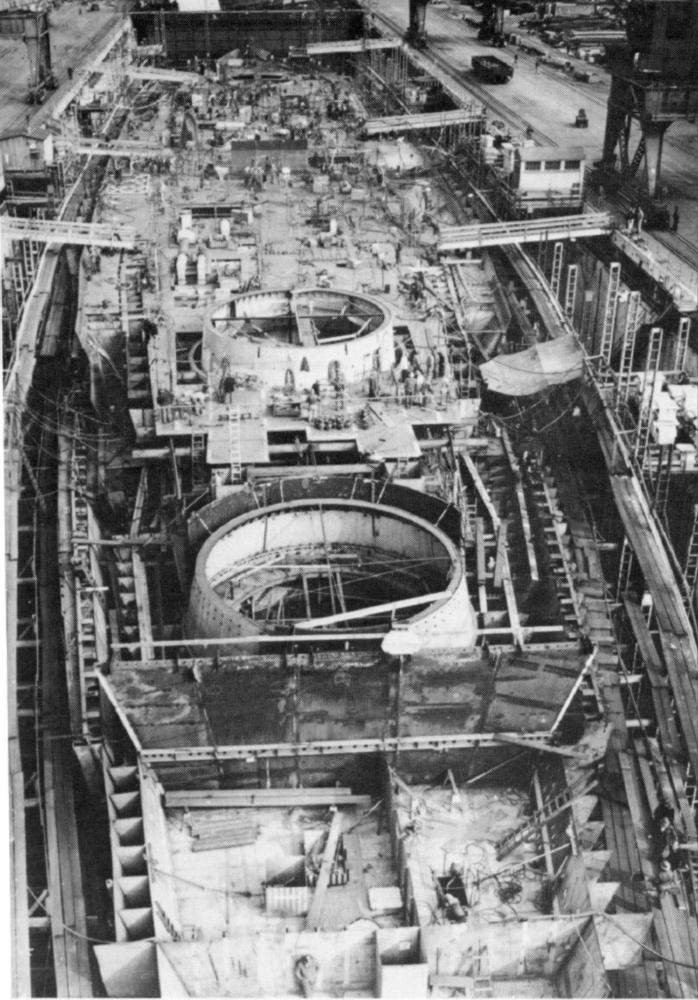
Недобудований «Кентуккі»

- Лінійні кораблі типу «Південна Кароліна»:
  - «Південна Кароліна» (1908)
  - «Мічиган» (1908)

- Лінійні кораблі типу «Делавер»:
  - «Делавер» (1909)
  - «Північна Дакота» (1909)

- Лінійні кораблі типу «Флорида»:
  - «Флорида» (1910)
  - «Юта» (1909)

- Лінійні кораблі типу «Вайомінг»:
  - «Арканзас» (1911)
  - «Вайомінг» (1911)

- Лінійні кораблі типу «Нью-Йорк»:
  - «Техас» (1912)
  - «Нью-Йорк» (1912)

- Лінійні кораблі типу «Невада»:
  - «Оклахома» (1914)
  - «Невада» (1914)

- Лінійні кораблі типу «Пенсильванія»:
  - «Пенсильванія» (1915)
  - «Аризона» (1915)

- Лінійні кораблі типу «Нью-Мексико»:
  - «Нью-Мексико» (1917)
  - «Миссісіпі» (1917)
  - «Айдахо» (1917)

- Лінійні кораблі типу «Теннесі»:
  - «Теннесі» (1919)
  - «Каліфорнія» (1919)

- Лінійні кораблі типу «Колорадо»:
  - «Меріленд» (1920)
  - «Колорадо» (1921)
  - «Вашингтон» (1921) (не добудовано)
  - «Західна Вірджинія» (1921)

- Лінійні кораблі типу «Саут Дакота» (1920):
  - «Південна Дакота» (не добудовано)
  - «Індіана» (не добудовано)
  - «Монтана» (не добудовано)
  - «Північна Кароліна» (не добудовано)
  - «Айова» (не добудовано)
  - «Массачусетс» (не добудовано)

- Лінійні кораблі типу «Норт Керолайна»:
  - «Північна Кароліна» (1940)
  - «Вашингтон» (1940)

- Лінійні кораблі типу «Південна Дакота» (1939):
  - «Південна Дакота» (1941)
  - «Індіана» (1941)
  - «Массачусетс» (1941)
  - «Алабама» (1941)

- Лінійні кораблі типу «Айова»:
  - «Айова» (1942)
  - «Нью-Джерсі» (1942)
  - «Міссурі» (1944)
  - «Вісконсин» (1943)
  - «Іллінойс» (не добудовано)
  - «Кентуккі» (не добудовано)

- Лінійні кораблі типу «Монтана»:
  - «Монтана» (не добудовано)
  - «Огайо» (не добудовано)

За весь час у флоті США було прийнято на озброєння 32 дредноута, з них 15 перебували в бойовому складі під час участі в Першій світовій війні (в активних бойових діях участі не брали). Під час Другої світової штати вже мали 27 лінкорів, з яких 2, «Аризона» та «Оклахома», були втрачені після нападу на Перл-Гарбор.
Останній лінкор був офіційно виключений зі складу американського флоту в 2012. Сьогодні в США 8 лінкорів знаходяться на вічній стоянці як кораблі-музеї: «Техас», «Північна Кароліна», «Массачусетс», «Алабама», «Айова», «Нью-Джерсі», «Міссурі» та «Вісконсин».

## Османський флот
| Назва               | закладено | спущено на воду | введено в стрій                      | розібрано | інші назви                    | виробник        |
| ------------------- | --------- | --------------- | ------------------------------------ | --------- | ----------------------------- | --------------- |
| «Решад V»           | 1911      | 1913            | 1914 реквізований британським урядом | 1922      | «Решадіє», «Ерін»             | Велика Британія |
| «Решад-і-Хаміс»     | 1911      | не добудовано   | розібрано на стапелі                 |           |                               | Велика Британія |
| «Султан Осман I»    | 1911      | 1913            | 1914 реквізований британським урядом | 1922      | «Ріо-де-Жанейро», «Аджінкорт» | Велика Британія |
| «Явуз Султан Селім» | 1907      | 1911            | 1918                                 | 1973      | «Гебен»                       | Німеччина       |

Будівництво «Решад-і-Хаміс» було зупинено через фінансові труднощі в Османській імперії.
| «Фатіх» | 1914 | Велика Британія |

## Франція

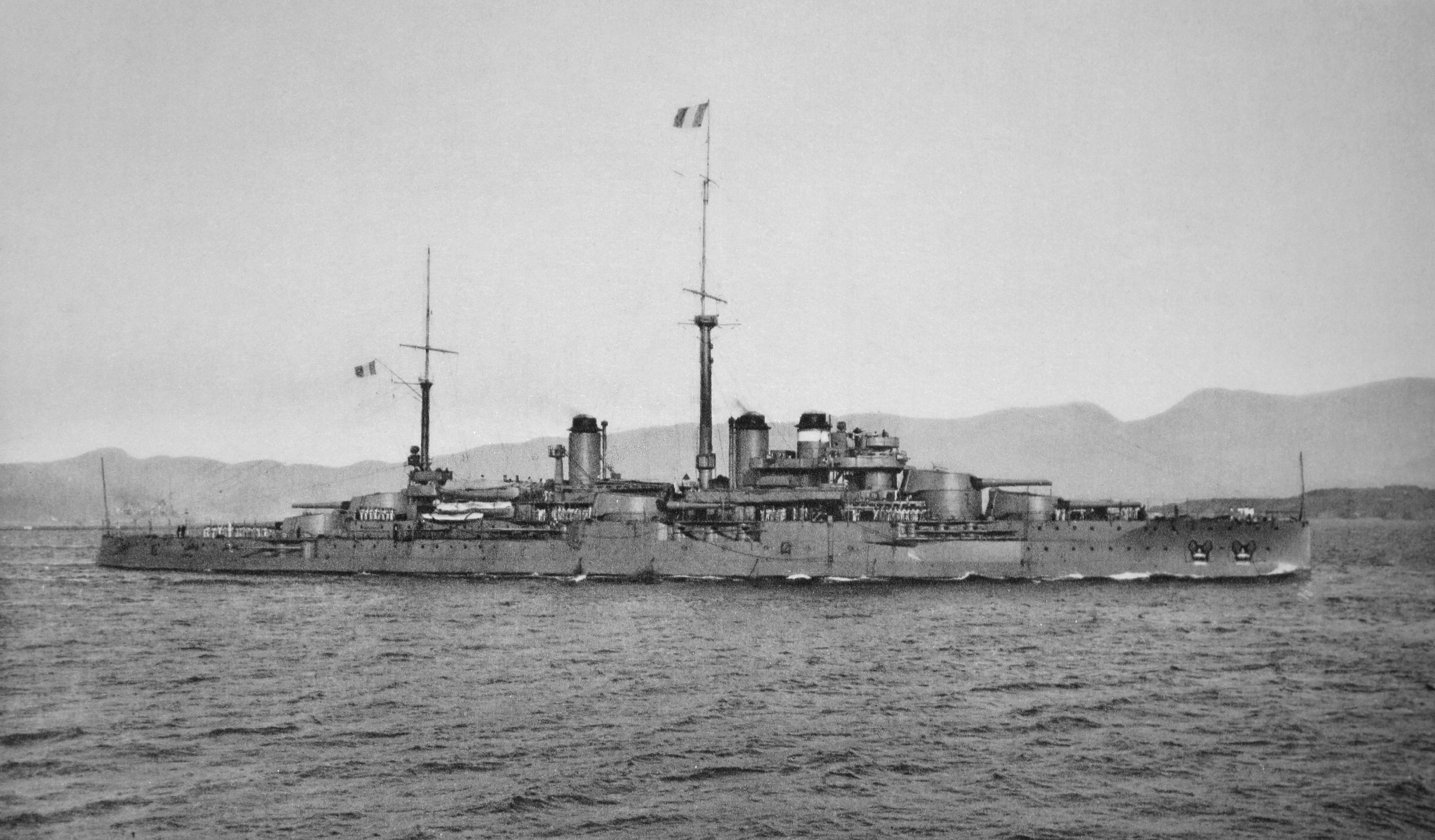
«Курбе»

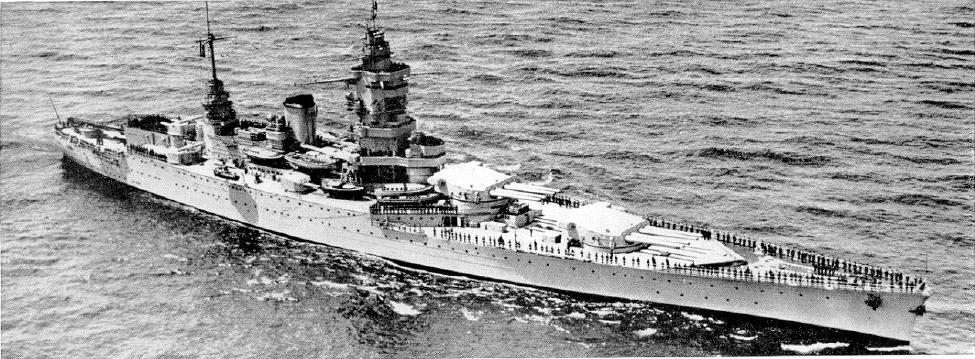
«Дюнкерк»

- Лінійні кораблі типу «Курбе»

| Назва     | закладено | спущено на воду | введено в стрій | розібрано /загинув | інші назви | оригінальна назва |
| --------- | --------- | --------------- | --------------- | ------------------ | ---------- | ----------------- |
| «Курбе»   | 1910      | 1911            | 1913            | 1944               |            | «Courbet»         |
| «Жан Бар» | 1910      | 1911            | 1913            | 1945               | «Осеан»    | «Jean Bart»       |
| «Франс»   | 1911      | 1912            | 1914            | 1922               |            | «France»          |
| «Парі»    | 1911      | 1912            | 1914            | 1955               |            | «Paris»           |

- Лінійні кораблі типу «Бретань»

| Назва     | закладено | спущено на воду | введено в стрій | розібрано /загинув | оригінальна назва |
| --------- | --------- | --------------- | --------------- | ------------------ | ----------------- |
| «Бретань» | 1912      | 1913            | 1915            | 1940               | «Bretagne»        |
| «Прованс» | 1912      | 1913            | 1915            | 1942               | «Provence»        |
| «Лорейн»  | 1912      | 1913            | 1916            | 1954               | «Lorraine»        |

- Лінійні кораблі типу «Нормандія»

| Назва      | закладено | спущено на воду | введено в стрій            | розібрано | оригінальна назва |
| ---------- | --------- | --------------- | -------------------------- | --------- | ----------------- |
| «Норманді» | 1913      | 1914            | не добудовано              | 1924      | «Normandie»       |
| «Лангедок» | 1913      | 1914            | не добудовано              | 1925      | «Languedoc»       |
| «Гасконь»  | 1913      | 1914            | не добудовано              | 1923      | «Gascogne»        |
| «Фландр»   | 1913      | 1916            | не добудовано              | 1924      | «Flandre»         |
| «Беарн»    | 1914      | 1920            | 1927 як авіаносець «Беарн» | 1967      | «Béarn»           |

- Лінійні кораблі типу «Дюнкерк»

| Назва       | закладено | спущено на воду | введено в стрій | загинув | оригінальна назва |
| ----------- | --------- | --------------- | --------------- | ------- | ----------------- |
| «Дюнкерк»   | 1932      | 1935            | 1937            | 1942    | «Dunkerque»       |
| «Страсбург» | 1934      | 1936            | 1936            | 1942    | «Strasbourg»      |

- Лінійні кораблі типу «Рішельє»

| Назва      | закладено | спущено на воду | введено в стрій | розібрано | оригінальна назва |
| ---------- | --------- | --------------- | --------------- | --------- | ----------------- |
| «Рішельє»  | 1935      | 1939            | 1940            | 1968      | «Richelieu»       |
| «Жан Бар»  | 1936      | 1940            | 1949            | 1970      | «Jean Bart»       |
| «Клемансо» | 1939      | не добудовано   |                 | 1943      | «Clemenceau»      |

| Лінійні кораблі проекту «Ліон»   | 1913 | - «Ліон» - «Лілль» - «Турвілль» - «Дюкень»     |
| Лінійні кораблі проекту «Ельзас» | 1940 | - «Ельзас» - «Норманді» - «Фландр» - «Бургунь» |

## Чилі
| Назва                | закладено | спущено на воду | введено в стрій | розібрано | інші назви       | виробник        |
| -------------------- | --------- | --------------- | --------------- | --------- | ---------------- | --------------- |
| «Альміранте Латорре» | 1911      | 1913            | 1920            | 1958      | «Канада»         | Велика Британія |
| «Альміранте Кохрейн» | 1913      | 1913            |                 |           | авіаносець «Ігл» | Велика Британія |

Після початку Першої світової війни обидва дредноута, що будувалися для Чилі, були придбані британським урядом. В 1920 «Канада» був викуплений Чилі і під оригінальною назвою увійшов до складу ВМС Чилі.

## Японія
- Лінійні кораблі типу «Каваті»:

| Назва    | закладено | спущено на воду | введено в стрій | загинув | оригінальна назва |
| -------- | --------- | --------------- | --------------- | ------- | ----------------- |
| «Каваті» | 1909      | 1910            | 1912            | 1918    | 河内              |
| «Сеццу»  | 1909      | 1911            | 1912            | 1945    | 摂津              |

- Лінійні крейсери типу «Конго»:

| Назва      | закладено | спущено на воду | введено в стрій | загинув | оригінальна назва | виробник        |
| ---------- | --------- | --------------- | --------------- | ------- | ----------------- | --------------- |
| «Конго»    | 1911      | 1912            | 1913            | 1944    | 金剛              | Велика Британія |
| «Хіей»     | 1911      | 1912            | 1914            | 1942    | 比叡              | Японія          |
| «Кірішіма» | 1912      | 1913            | 1915            | 1942    | 霧島              | Японія          |
| «Харуна»   | 1912      | 1913            | 1915            | 1945    | 榛名              | Японія          |

- Лінійні кораблі типу «Фусо»:

| Назва     | закладено | спущено на воду | введено в стрій | загинув | оригінальна назва |
| --------- | --------- | --------------- | --------------- | ------- | ----------------- |
| «Фусо»    | 1912      | 1914            | 1915            | 1944    | 扶桑              |
| «Ямасіро» | 1913      | 1915            | 1917            | 1944    | 山城              |

- Лінійні кораблі типу «Ісе»:

| Назва  | закладено | спущено на воду | введено в стрій | загинув | оригінальна назва |
| ------ | --------- | --------------- | --------------- | ------- | ----------------- |
| «Ісе»  | 1915      | 1916            | 1917            | 1945    | 伊勢              |
| «Хюга» | 1915      | 1917            | 1918            | 1945    | 日向              |

- Лінійні кораблі типу «Нагато»:

| Назва    | закладено | спущено на воду | введено в стрій | загинув | оригінальна назва |
| -------- | --------- | --------------- | --------------- | ------- | ----------------- |
| «Наґато» | 1917      | 1919            | 1920            | 1946    | 長門              |
| «Муцу»   | 1918      | 1920            | 1921            | 1943    | 陸奥              |

- Лінійні кораблі типу «Тоса»:

| Назва  | закладено | спущено на воду | введено в стрій           | загинув | оригінальна назва |
| ------ | --------- | --------------- | ------------------------- | ------- | ----------------- |
| «Тоса» | 1920      | 1921            | не добудовано             | 1925    | 土佐              |
| «Каґа» | 1920      | 1921            | 1929 як авіаносець «Каґа» | 1942    | 加賀              |

- Лінійні кораблі типу «Ямато»:

| Назва    | закладено | спущено на воду | введено в стрій             | загинув | оригінальна назва |
| -------- | --------- | --------------- | --------------------------- | ------- | ----------------- |
| «Ямато»  | 1937      | 1939            | 1941                        | 1945    | 大和              |
| «Мусасі» | 1938      | 1940            | 1942                        | 1944    | 武蔵              |
| «Сінано» | 1940      | 1944            | 1944 як авіаносець «Сінано» | 1944    | 信濃              |

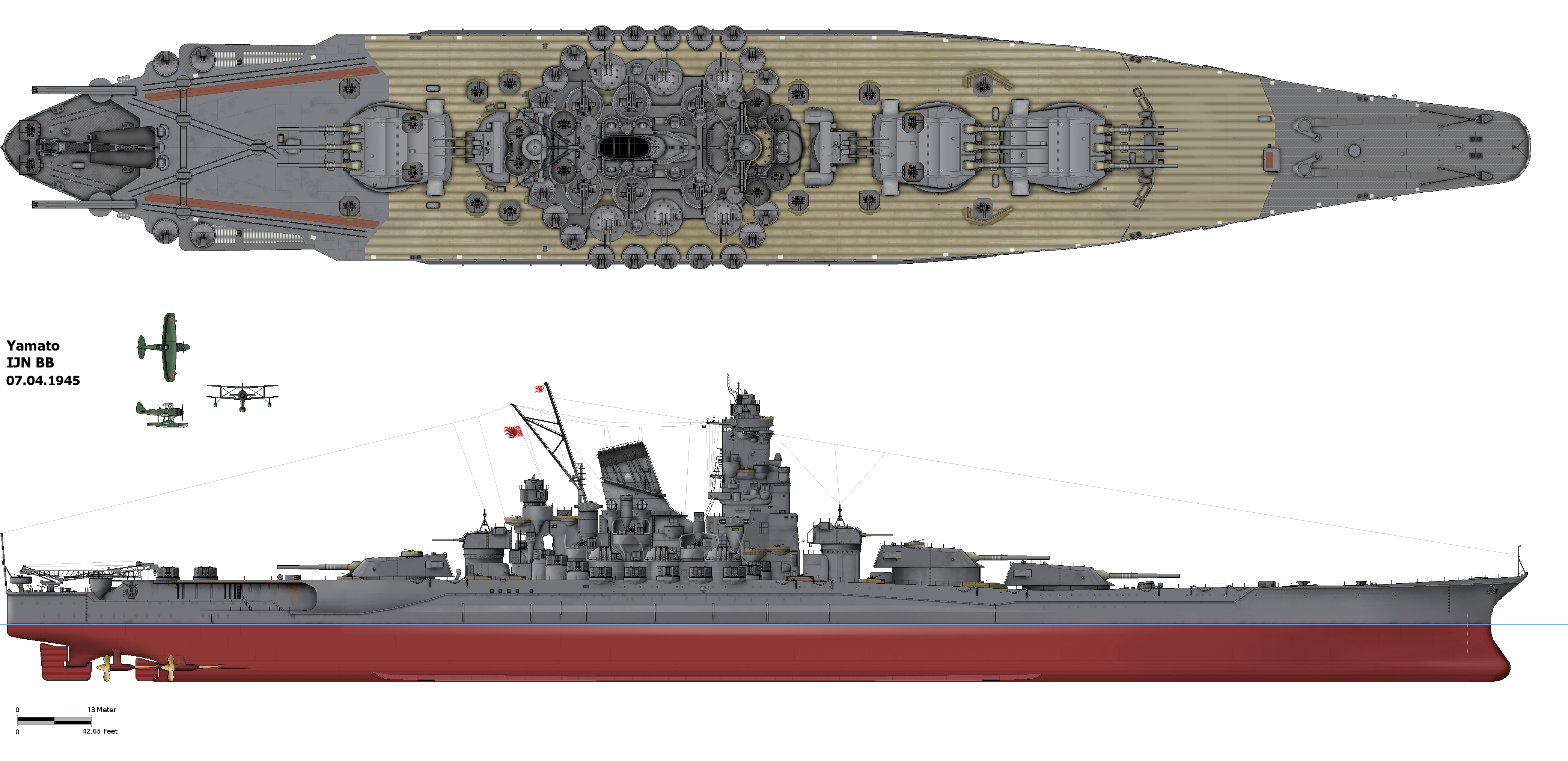
Схема «Ямато»

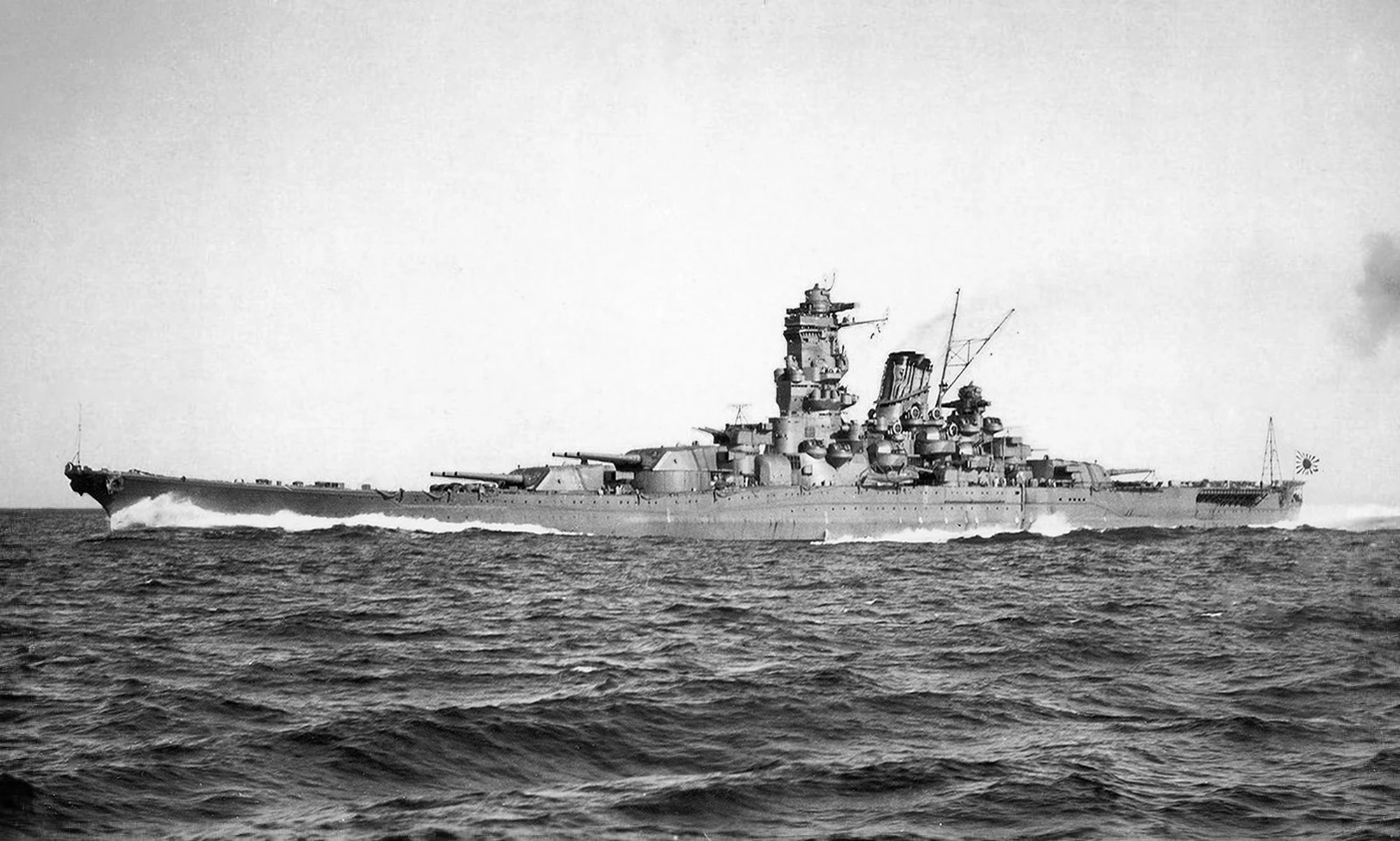
«Ямато»

В другій світовій війні Японія мала 13 лінкорів та лінійних крейсера, всі, крім «Наґато», були знищені під час бойових дій.
| Лінійні крейсери проекту «Амагі» | 1919 | - «Амагі» - «Акагі» - «Атаго» - «Такао» |
| Лінійні кораблі проекту «Кіі»    | 1921 | - «Кіі» - «Оварі» - «Суруга» - «Омі»    |
| Лінійні крейсери проекту B65     | 1941 |                                         |
| Лінкор 111                       | 1940 | тип «Ямато»                             |